# Жекшеев, Жыпар Жекшеевич
Жыпа́р Жекше́евич Жекше́ев (24 мая 1947, Талды-Суу, Иссык-Кульская область — 21 июля 2020) — киргизский общественный деятель. Один из основателей движения «Ашар» и Демократического движения Кыргызстана. Наряду с другими активистами стоял у истоков создания демократических организаций, появившихся в годы перестройки в Киргизской ССР. Внёс большой вклад в развитие демократии и гражданских преобразований в Кыргызстане.

## Биография
Жыпар Жекшеев родился 24 мая 1947 года в селе Талды-Суу Тюпского района Иссык-Кульской области. По национальности киргиз.
В 1971 году окончил Киргизское государственное художественное училище имени С. А. Чуйкова, а в 1988 году — Киргизский государственный институт искусств им. Б. Бейшеналиевой. В 1999 году после окончания Киргизского государственного университета имени Жусупа Баласагына (ныне Киргизский национальный университет имени Жусупа Баласагына) получил степень магистра по специальности «Правоведение».
Служил на флоте в Мурманской области. С 1971 по 1979 год работал художником, затем директором Художественного фонда Иссык-Кульской области. С 1980 по 1989 год — преподаватель объединения художественных промыслов «Кыял» и курсов при Министерстве культуры Кыргызстана.
С 1989 года являлся председателем исполнительного комитета одной из первых появившихся демократических организаций в стране — общественного объединения «Ашар». С 1990 года — сопредседатель общественно-политического объединения «Демократическое движение Кыргызстана». В 1991 году был председателем общественного штаба против ГКЧП в Киргизии.
В 1993 году, основав политическую партию «Демократическое движение Кыргызстана», был избран председателем её политического совета.
С 1995 по 2000 годы был депутатом Законодательного собрания Жогорку Кенеша, председателем комитета по правам человека и этике госслужащих. В 2005 году работал заместителем председателя Государственной комиссии по стабилизации ситуации. С 2007 по 2009 год — генеральный секретарь Национальной комиссии Кыргызстана по делам ЮНЕСКО.
С 2017 по 2019 год был председателем Наблюдательного совета Общественной телерадиовещательной корпорации.
В ночь на 21 июля 2020 года Жыпар Жекшеев скончался от коронавирусной инфекции COVID-19. Похоронен на Ала-Арчинском кладбище.
Автор трёх книг и более 100 статей о проблемах общественно-политической жизни страны, опубликованных на страницах республиканских и зарубежных газет.

## Награды
- Медаль «Данк»[3];
- Памятный золотой орден «Манас-1000»[3];
- Почётная грамота Республики Казахстан[8];
- Орден «Манас» III степени (31 декабря 2015[9]; награда вручена президентом Кыргызстана Алмазбеком Атамбаевым 20 января 2016 года[10]).

## Личная жизнь
Был женат, имел семерых детей: три дочери и четыре сына (среди них телеведущий Азият Жекшеев).
Владел киргизским и русским языками.